# Artëm Klimenko
Artëm Anatol'evič Klimenko (in russo Артём Анатольевич Клименко?; Mariupol', 10 gennaio 1994) è un cestista russo.

## Palmarès

### Club
- Superliga A: 1

Avtodor Saratov: 2013-2014
- Coppa di Russia: 1

Zenit San Pietroburgo: 2023-2024
- Supercoppa VTB United League: 2

Zenit San Pietroburgo: 2022, 2023

### Individuale
- VTB United League Young Player of the Year: 1

UNICS Kazan: 2015-16